# Supercoppa del Portogallo 2022 (hockey su pista)
La Supercoppa del Portogallo 2022 è stata la 38ª edizione dell'omonima competizione portoghese di hockey su pista. Il torneo ha avuto luogo il 10 settembre 2022.
A conquistare il trofeo è stato il Benfica all'ottavo successo nella sua storia.

## Squadre partecipanti
| Club    | Qualificazione                                          | Partecipazioni precedenti (il grassetto indica la vittoria) |
| ------- | ------------------------------------------------------- | --- |
| Porto   | Detentore della 1ª Divisão e della Coppa del Portogallo | 1983, 1984, 1985, 1986, 1987, 1988, 1989, 1990, 1991, 1996, 1998, 1999, 2000, 2002, 2003, 2004, 2005, 2006, 2007, 2008, 2009, 2010, 2011, 2013, 2016, 2017, 2018, 2019 |
| Benfica | Finalista della Coppa del Portogallo                    | 1982, 1983, 1986, 1991, 1992, 1993, 1995, 1997, 1998, 2000, 2001, 2002, 2005, 2009, 2010, 2012, 2014, 2015, 2016                                                       |

## Risultati
| Squadra 1 | Risultato | Squadra 2 |
| --------- | --------- | --------- |
| Porto     | 2 - 4     | Benfica   |

| Barcelos 10 settembre 2022 Finale | Porto | 2 – 4 | Benfica | Pavilhão Municipal |